# Karen McDougal
Karen McDougal (Merrillville, 23 marzo 1971) è una modella statunitense.
È stata playmate dell'anno di Playboy nel 1998 e del mese nel dicembre 1997.